# 木村宗四郎
木村 宗四郎（きむら そうしろう）とは、大相撲の行司の名跡の一つ。過去に3人が名乗ったが、1959年以降襲名されていない。

## 歴代
- 初代（襲名期間：1864年12月 - 1867年4月）
- 2代（襲名期間：1898年1月 - 1906年1月）
  - 元幕内格行司。のち年寄春日野→入間川襲名。才知に富み、興行手腕も優れていたので行司出身ながら取締の要職に就いた。横綱栃木山の義父でもある[1]。
- 3代（襲名期間：1949年5月 - 1959年1月）
  - 元三役格行司。弟子に2代式守伊三郎がいる。病気のため1959年1月場所を最後に同年4月に廃業。1968年5月12日没。